# قشلاق جدا
قشلاق جدا (بالإنجليزية: Qeshlaq-e Jeda)‏ هي مستوطنة تقع في قسم انغوت الشرقي الريفي في إيران. يقدر عدد سكانها بـ 142 نسمة .